# Dora Russell
Dora Russell (geboren als Dora Black; 3 april 1894 - 31 mei 1986) ook wel bekend als Dora, Gravin Russell, was een Engelse auteur en feministische en socialistische activiste. Ze was tevens de tweede vrouw van Bertrand Russell.
Geboren in Surrey in een gezin uit de hogere middenklasse, studeerde ze moderne talen aan Girton College, waar ze zich bij de Heretics Society voegde. In 1915 behaalde ze haar diploma. Tijdens de Oktoberrevolutie in Rusland steunde ze de Bolsjewistische zaak en woonde het Tweede Wereldcongres van de Komintern bij.
Ze was een groot voorstander van anticonceptie. In 1924 startte Russell haar inzet voor geboortebeperking en richtte ze de Workers' Birth Control Group op. Ze voerde campagne voor Labour, maar haar standpunten botsten met de partijleiding. In 1929 organiseerde ze het succesvolle congres van de World League for Sexual Reform in Londen. Samen met Bertrand Russell stichtte ze in 1927 de progressieve Beacon Hill School. Haar huwelijk met Bertrand Russell eindigde in 1936.
Tijdens de Tweede Wereldoorlog werkte ze voor het Britse Ministerie van Informatie en droeg ze bij aan de totstandkoming van Britansky Soyuznik (British Ally), een door de Britse overheid betaalde krant die actief was in de Sovjet-Unie.
Na de oorlog werd Russell een voorstander van de vredesbeweging en medeoprichter van de Campaign for Nuclear Disarmament. In 1958 leidde ze de Women's Peace Caravan door Europa. Ze sprak nog over vredesonderwerpen in 1981, en in 1986 overleed op 92-jarige leeftijd in Cornwall.